# エヴドキヤ・イジャスラヴナ
エヴドキヤ・イジャスラヴナ（ロシア語: Евдокия Изяславна、ポーランド語: Eudoksja Izjasławówna。1136年頃 - 1187年頃）はリューリク朝の公女である。ヴィエルコポルスカ公（クラクフ公）ミェシュコ3世の2人目の妻。

## 生涯
エヴドキヤは、キエフ大公イジャスラフとその妻アグネス（ドイツ王コンラート3世の娘）との間に生まれた。1154年にミェシュコと結婚したが、この当時ミェシュコは他のポーランド諸公やドイツ勢力に対抗すべく、ル－シに同盟者を求めての結婚であった。ただし、同年11月にエヴドキヤの父イジャスラフは死亡する。
1173年、夫ミェシュコの兄ボレスワフ（ポーランド大公ボレスワフ4世）が死亡すると、ミェシュコはクラクフを受領し、兄の後をついでヴィエルコポルスカ公となった。このころ、どうやらエヴドキヤは夫ミェシュコに対する強い影響力を有しており、ミェシュコは、別の妻の子であるオドンよりも、エヴドキヤとの間の子を寵愛するようになっていた。これを不服とするオドンは、1177年に父ミェシュコをクラクフから追放した。その後、ミェシュコと共にエヴドキヤは庇護者の下を転々とすることとなる。
1199年、ミェシュコはクラクフに戻るが、この時期にはエヴドキヤに関する記録は残されていない。

## 子女
夫ミェシュコとの間に以下の6人の子がいる。
- ボレスワフ(ru)
- サロメア
- アナスタジア(pl) - ポメラニア公ボグスワフ1世と結婚
- ミェシュコ(ru)
- ヴワディスワフ
- ズウィニスワワ - ムシチュイと結婚